# Arnold Pick
Arnold Pick, född 20 juli 1851 i Groß Meseritsch i Mähren, död 4 april 1924 i Prag, tjeckisk-österrikisk neurolog och psykiater av judisk börd.
Han studerade medicin i Wien som assistent till Theodor Meynert. Efter att 1875 ha blivit medicine doktor assisterade han en kort tid för Alexander Karl Otto Westphal i Berlin, där även Carl Wernicke var verksam. Dessa tre forskare inspirerade Pick i sin forskning om afasi. Redan samma år så lämnade han Berlin för en tjänst som andreläkare vid Grossherzogliche Oldenburgische Irrenheilanstalt i Wehnen. År 1877 fick han en läkartjänst vid Landesirrenanstalt i Prag och blev året därpå blev han docent i psykiatri och neurologi vid universitetet där. År 1880 blev han chef över det nya mentalsjukhuset i Dobrzan. Sex år senare utsågs han till professor i psykiatri (och neurologi) och chef för psykiatriska kliniken vid tyska universitetet i Prag, där han hade nära samarbete med Otto Kahler.
I synnerhet hans forskning om språkstörningarnas lokalisation i hjärnbarken gav honom internationellt erkännande. Under sitt verksamma liv publicerade Pick cirka 350 arbeten, bland annat en textbok om nervsystemets patologi. Han har också givit namn åt Picks sjukdom, Picks kroppar och Kahler-Picks lag.